# Anatomia patologica

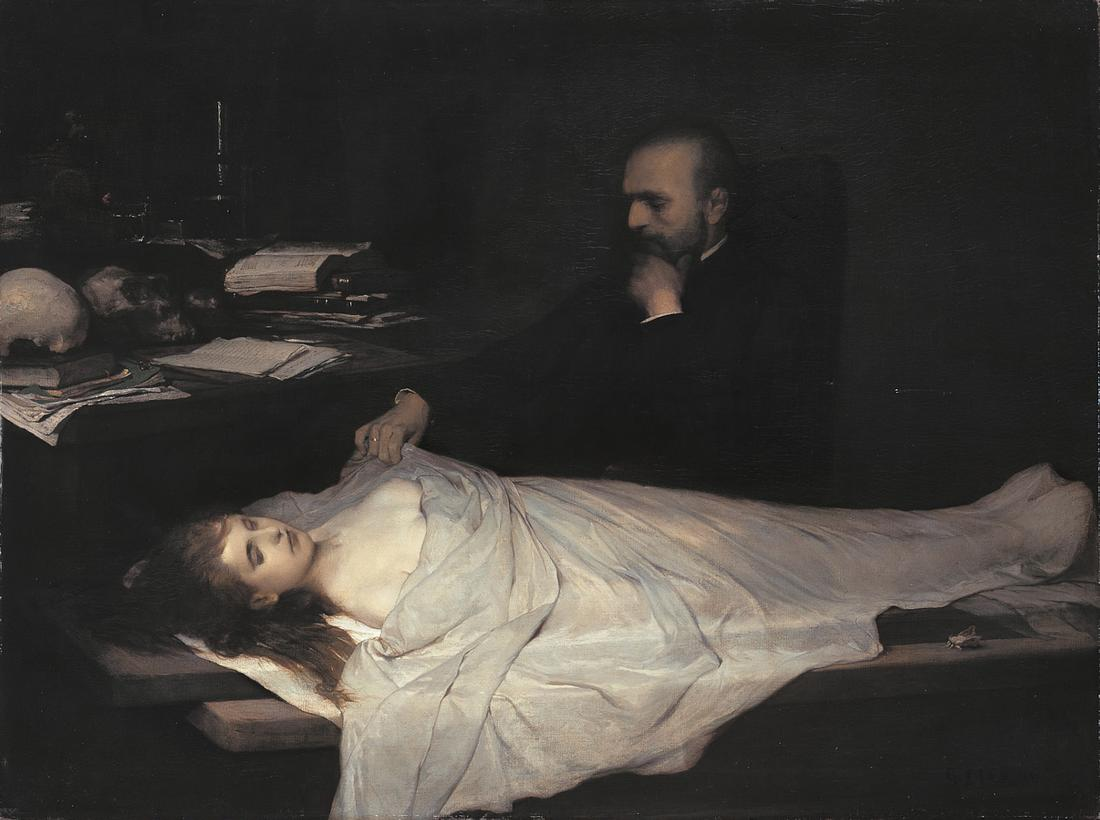
Gabriel von Max, L'anatomista (1869), Alte Pinakothek di Monaco di Baviera

L'anatomia patologica è una branca specialistica della medicina che studia le malattie umane mediante esame macroscopico degli organi o microscopico dei tessuti e delle cellule. Suo fondatore è generalmente considerato, in età moderna, il medico forlivese Giovanni Battista Morgagni.
In ambito clinico l'anatomia patologica svolge un ruolo fondamentale per la pianificazione di eventuali terapie mediche o chirurgiche fornendo diagnosi su tessuti o cellule prelevate da pazienti in cui si sospetta una malattia. L'indagine anatomopatologica permette di distinguere tra tessuti normali, infiammazione, tumori benigni e maligni e altre condizioni patologiche.

## Attività principali

### Diagnosi istopatologica di biopsie e resezioni chirurgiche
La biopsia è un atto medico che consiste in un prelievo di tessuti da un paziente in cui si sospetta una malattia. Il fine della biopsia è la diagnosi anatomopatologica, fondamentale per le eventuali successive terapie mediche o chirurgiche. La diagnosi viene posta mediante osservazione al microscopio di sottili sezioni di tessuto trattate con colorazioni istologiche routinarie (ematossilina eosina) o usando metodi speciali (istochimica e immunoistochimica) o mediante la microscopia elettronica. La diagnosi microscopica è fondamentale anche nell'ambito di resezioni chirurgiche di vario tipo.

### Esame intraoperatorio
L'esame istologico o citologico intraoperatorio (estemporanea, congelatore, criostato) è l'esame condotto su tessuti prelevati durante un intervento chirurgico al fine di chiarire la diagnosi della malattia nel caso in cui questa non sia già stata posta in precedenza o nel caso in cui siano emersi, durante l'intervento, nuovi quesiti diagnostici. La diagnosi anatomopatologica intraoperatoria può esitare in una modifica dell'intervento chirurgico.

### Citologia
La citologia è lo studio morfologico di cellule isolate prelevate da organi solidi o cavi mediante tecniche di agoaspirazione, lavaggio, spazzolamento o per esfoliazione. La citologia può essere di tipo diagnostico, se si sospetta già una malattia (ad es. citologia della tiroide, linfonodo, mammella, fegato, polmone, urina, liquor, liquidi di versamento delle cavità sierose) o di screening, se viene eseguita su persone apparentemente sane al fine di prevenire la possibile comparsa di una malattia (es. pap test). Il vantaggio principale della citologia rispetto alla biopsia è la minore invasività e quindi la migliore tollerabilità per il paziente. La citologia presenta tuttavia solitamente una minore sensibilità e specificità diagnostica rispetto all'esame istologico.

### Patologia molecolare
La patologia molecolare consiste nell'applicazione a fini diagnostici di tecniche di biologia molecolare. Le tecniche di patologia molecolare sono spesso caratterizzate da una altissima sensibilità e specificità, ma sono frequentemente complesse e costose. Esempi di patologia molecolare sono l'evidenziazione del DNA del micobatterio tubercolare (TBC) o del virus del papilloma umano (HPV) in biopsie o citologie. L'analisi molecolare di alcuni tumori (ad es. linfomi) può permettere un più facile riconoscimento e caratterizzazione della neoplasia.

### Riscontro diagnostico (autopsia)
L'autopsia è una indagine post mortem, cioè eseguita sul cadavere, il cui fine è quello di chiarire la causa di morte ovvero la comprensione del decorso di una malattia. 
Tale pratica è un'attività relativamente poco frequente nella routine anatomopatologica ed è usata soprattutto dopo una morte per ragioni non spiegate o comunque quando il medico o l'autorità ne fanno esplicita richiesta. Viene pure usata nel sospetto di malattia infettiva diffusiva. La pratica autoptica rappresenta altresì un importante controllo della qualità medica-assistenziale di una struttura ospedaliera.